# Prymnesiophyceae

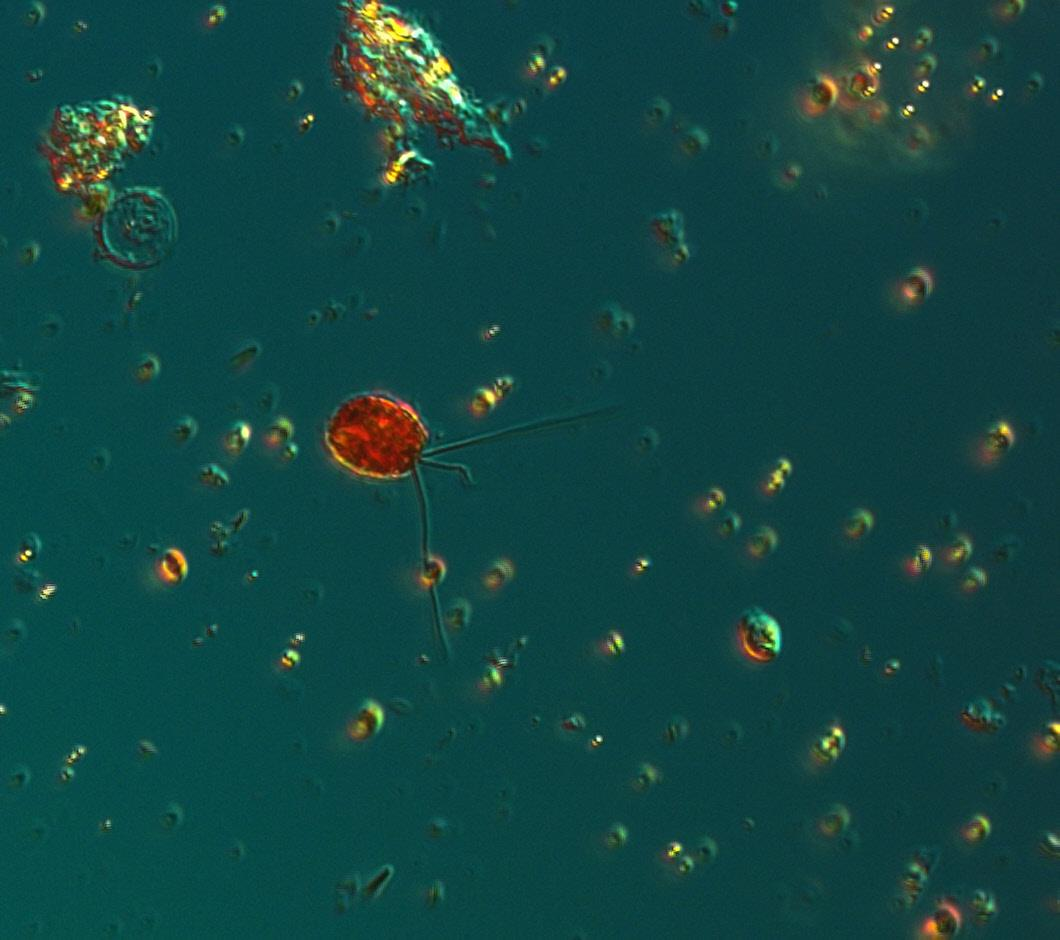
Fénymikroszkópos felvétel egy keleti-tengeri Prymnesiales-fajról Lugol-oldatban. Szerző: Malin Mohlin, SMHI

A Prymnesiophyceae (más néven Coccolithophyceae, Haptophyceae stb.) a Haptophytina osztálya. Casper 1972-es leírásakor az ICBN érvényes közléshez szükséges követelményei nem teljesültek, míg Hibberd 1976-ban a leírást kiegészítette. Tagjai egysejtűek és kloroplasztiszaik vannak, ezért az algák, ezen belül a mikroalgák nem taxonómiai csoportjába tartoznak. Egyes fajok életciklusa kétszakaszos, benne egy kolóniaalkotó vagy fonalas és egy ostoros szakasszal. A taxon a legtöbb Haptophytina-fajt tartalmazza, beleértve az ismert Phaeocystis, Chrysochromulina, Prymnesium nemzetségeket és a Coccosphaeralest, melyek ismétlődő algavirágzásokban vesznek részt a part mentén és a nyílt vízen, és jelentős hatásuk van a tengeri ökoszisztémákra. Egyes tagjai (például a Coccolithophorida) kőzetből héjakat építenek, mások (például a Prymnesiales) nem, előbbiekről e jellemzők miatt fennmaradtak nanofosszíliák (Discoaster, Braarudosphaera). Életciklusuk során különböző állapotok közt váltakozhatnak (amőboid és ostoros közt, mint például a Chrysochromulina is).
A Dicrateria rotunda esetén 38 szénatomig terjedő egyenes láncú alkánok előállítását is megfigyelték. Ezek biológiai üzemanyagként használhatók.

## Rendszerezés
Szinonimák:
- Coccolithophyceae Rothmaler, 1951 (AlgaeBase)[5][2]
- Prymnesiophyceae s.s. Casper, 1972, ex Hibberd, 1976 syn. Prymnesiophyceae Young et Bown 1997 (WoRMS stb.)[6][7][8][9][10]
- Haptophyceae s.s. Christensen, 1962 ex Silva, 1980
- Patelliferea Cavalier-Smith, 1993
- Prymnesiida[10]
- Prymnesiophyta[10]

Tagjai:
- Subclassis Prymnesiophycidae Cavalier-Smith(A,M)
  - Ordo Coccolithales Schwarz 1932(A,N,S,W,µ) (nemzetségek: Calyptrosphaera,[12] Helladosphaera[13] és Coccolithus)
  - Ordo Isochrysidales Pascher, 1910(A,M,N,S,W,µ) (nemzetségek: Dicrateria,[4] Gephyrocapsa, Isochrysis[14] és faj: Gephyrocapsa huxleyi)
  - Ordo Phaeocystales L.K.Medlin 2000(A,M,N,W,µ) (nemzetség: Phaeocystis)
  - Ordo Prymnesiales Papenfus, 1955(A,M,N,S,W,µ) (nemzetségek: Prymnesium, Haptolina és Chrysochromulina)
  - Ordo Syracosphaerales W.W.Hay(A,M,N,W,µ)
  - Ordo Zygodiscales J.R.Young et P.R.Bown(A,M,N,W,µ) (nemzetségek: Scyphosphaera[15] és Braarudosphaera(N))[* 1]
- Alosztályba sorolatlan:
  - Ordo Arkhangelskiales Bown & Hampton 1997(A,M)
  - Ordo Discoasterales(A)
  - Ordo Eiffellithales Rood et al. 1971(A,M)
  - Ordo Podorhabdales Rood et al. 1971(A,M)
  - Ordo Stephanolithiales Bown & Young 1997(A,M)
  - Ordo Watznaueriales Bown 1987(A,M)
  - Rendbe sorolatlan: Genera Cyclococcolithus, Florisphaera és Nannoconus(A)
- fosszilis tagok:
  - Ordo †Discoasterales[21] (család: †Discoasteraceae: faj: †Discoaster surculus)[22]
- Lehetséges tagok:
  - Klád: „SGUH624”(S)[23]
  - Faj: „Prymnesiophyceae sp. RCC6258”(N)
  - Faj: „Prymnesiophyceae sp. RCC6262”(N)
  - Faj: „Prymnesiophyceae sp. RCC6270”(N)
  - Faj: „Prymnesiophyceae sp. RCC6271”(N)

(A): AlgaeBase
(M): Mindat
(N): NCBI
(S): Silva
(W): WoRMS
(µ): Nordic Microalgae (SMHI)
A Coccolithophorales rendnév elavult (vö. Coccolithophorida). A Coccosphaerales Haeckel, 1894 rendet az NCBI, az AlgaeBase, a Mindat, a WoRMS és a Nordic Microalgae használja. Az NCBI szerint ez a Calyptrosphaeraceae és a Pontosphaeraceae családokból áll. a Calyptrosphaera és a Helladosphaera, illetve a Scyphosphaera nemzetségekkel, de ezek az AlgaeBase szerint a Coccolithales, illetve Zygodiscales rendek tagjai. Vagyis a Coccosphaeralest az AlgaeBase Coccolithales (nagyobb rész) és a Zygodiscales rendre osztja (mindkettő a Prymnesiophycidae alosztály része).

## Fordítás
Ez a szócikk részben vagy egészben  a   Prymnesiophyceae című német Wikipédia-szócikk ezen változatának fordításán alapul.  Az eredeti cikk szerkesztőit annak laptörténete sorolja fel. Ez a jelzés csupán a megfogalmazás eredetét és a szerzői jogokat jelzi, nem szolgál a cikkben szereplő információk forrásmegjelöléseként.